# Istanbul Bisons 2023
Questa voce raccoglie le informazioni riguardanti gli Istanbul Bisons nelle competizioni ufficiali della stagione 2023.

## 1. Lig 2023

### Stagione regolare
| Istanbul 24 giugno 2023, ore 16:30 1ª giornata | Boğaziçi Sultans | 20 – 14 | Istanbul Bisons | Uçaksavar Spor Tesisleri |

| Istanbul 9 luglio 2023, ore 17:00 2ª giornata | Istanbul Bisons | 28 – 0 | Gazi Warriors | Maltepe Başıbüyük Spor Tesisleri |

| Ankara 16 luglio 2023, ore 17:00 3ª giornata | ODTÜ Falcons | 3 – 20 | Istanbul Bisons | ODTÜ Falcons Arena |

| Istanbul 23 luglio 2023, ore 17:00 4ª giornata | Istanbul Bisons | 24 – 21 | İzmir Halcyons | Maltepe Başıbüyük Spor Tesisleri |

| Istanbul 12 agosto 2023, ore 19:00 5ª giornata | Koç Rams | 22 – 13 | Istanbul Bisons | Koç Üniversitesi Korumalı Futbol Sahası |

| Istanbul 20 agosto 2023, ore 18:00 6ª giornata | ITÜ Hornets | 8 – 13 | Istanbul Bisons | Yıldız Teknik Üniversitesi |

| Eskişehir 26 agosto 2023, ore 18:00 7ª giornata | Anadolu Rangers | 6 – 32 | Istanbul Bisons | Muttalip Spor Kompleksi |

### Playoff
| Istanbul 9 settembre 2023, ore 16:00 Semifinale | Istanbul Bisons | 14 – 10 | Boğaziçi Sultans | Koç Üniversitesi Korumalı Futbol Sahası |

| Istanbul 24 settembre 2023, ore 16:00 Finale | Koç Rams | 17 – 14 | Istanbul Bisons | Stadio olimpico Atatürk |

## Statistiche di squadra
| Competizione      | %Vittorie | In casa | In casa | In casa | In casa | In casa | In casa | In trasferta | In trasferta | In trasferta | In trasferta | In trasferta | In trasferta | Totale | Totale | Totale | Totale | Totale | Totale |
| Competizione      | %Vittorie | G       | V       | N       | P       | Pf      | Ps      | G            | V            | N            | P            | Pf           | Ps           | G      | V      | N      | P      | Pf     | Ps     |
| ----------------- | --------- | ------- | ------- | ------- | ------- | ------- | ------- | ------------ | ------------ | ------------ | ------------ | ------------ | ------------ | ------ | ------ | ------ | ------ | ------ | ------ |
| Stagione regolare | .714      | 2       | 2       | 0       | 0       | 52      | 21      | 5            | 3            | 0            | 2            | 92           | 59           | 7      | 5      | 0      | 2      | 144    | 80     |
| Playoff           | .500      | 1       | 1       | 0       | 0       | 14      | 10      | 1            | 0            | 0            | 1            | 14           | 17           | 2      | 1      | 0      | 1      | 28     | 27     |
| Totale            | .667      | 3       | 3       | 0       | 0       | 66      | 31      | 6            | 3            | 0            | 3            | 106          | 76           | 9      | 6      | 0      | 3      | 172    | 107    |